# شهرستان رودینسکی
شهرستان رودینسکی (به لاتین: Rodinsky District) یک منطقهٔ مسکونی در روسیه است که در سرزمین آلتای واقع شده‌است.